# Nam Hồng Lĩnh
Nam Hồng Lĩnh là một phường thuộc tỉnh Hà Tĩnh, Việt Nam. Phường được hình thành trên cơ sở sáp nhập các phường Nam Hồng, phường Đậu Liêu và xã Thuận Lộc của thị xã Hồng Lĩnh cũ trong đợt Sáp nhập tỉnh thành Việt Nam 2025.

## Địa lý
- Phía Đông giáp xã Can Lộc và Cổ Đạm
- Phía Tây giáp xã Trường Lưu và Đức Thịnh
- Phía Nam giáp xã Gia Hanh
- Phía Bắc giáp phường Bắc Hồng Lĩnh và xã Nghi Xuân.

## Hành chính và tên gọi
Phường Nam Hồng Lĩnh được thành lập theo Nghị quyết số 1665/NQ-UBTVQH15 của Ủy ban Thường vụ Quốc hội Việt Nam, ban hành ngày 16 tháng 6 năm 2025. Theo đó, sắp xếp toàn bộ diện tích tự nhiên, quy mô dân số của các phường Nam Hồng, phường Đậu Liêu và xã Thuận Lộc của thị xã Hồng Lĩnh thành phường mới có tên phường Nam Hồng Lĩnh.
Trụ sở của phường Nam Hồng Lĩnh dự kiến đặt tại Ủy ban nhân dân phường Nam Hồng trước đây.

## Hình ảnh

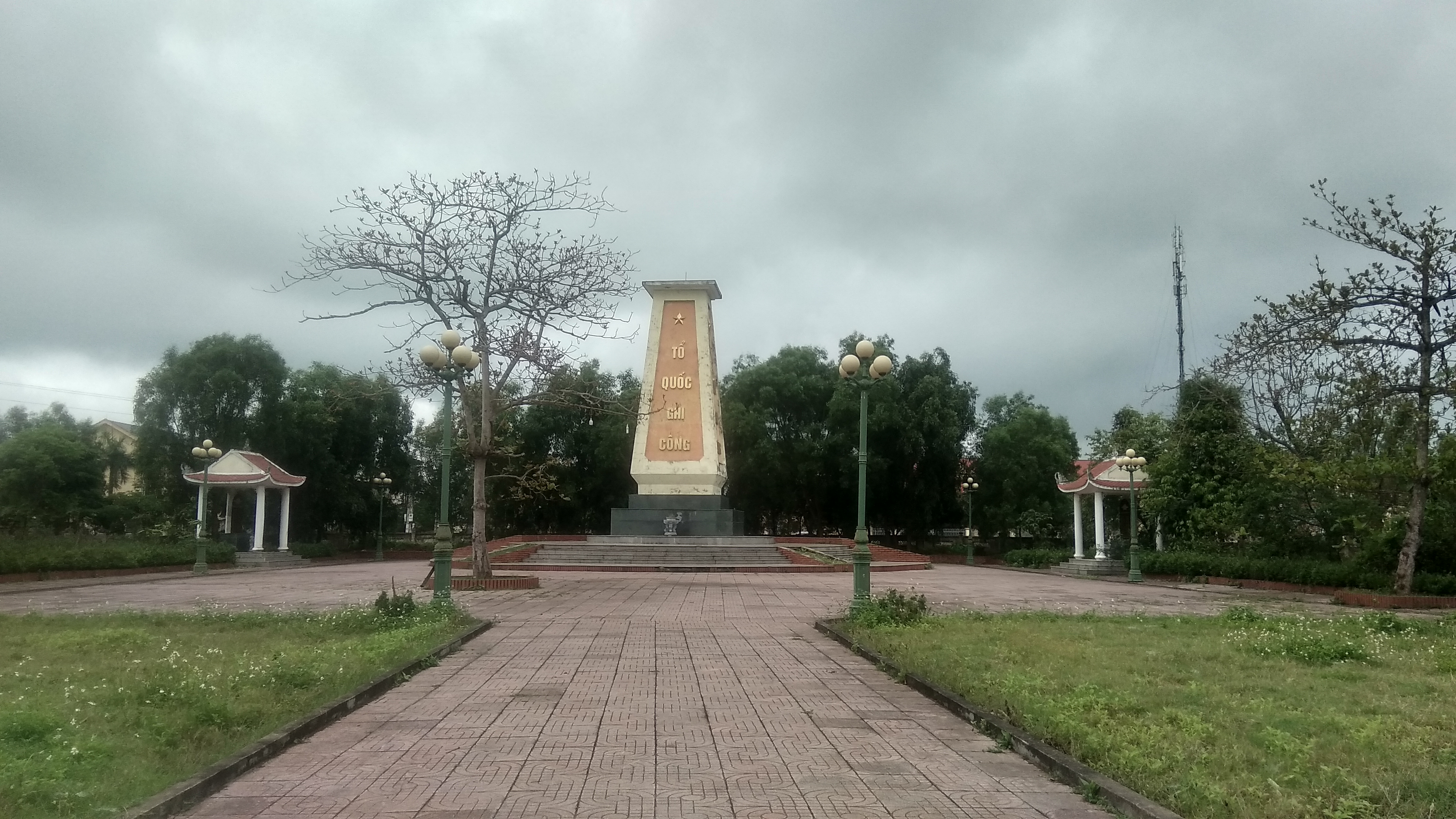
Đài tưởng niệm

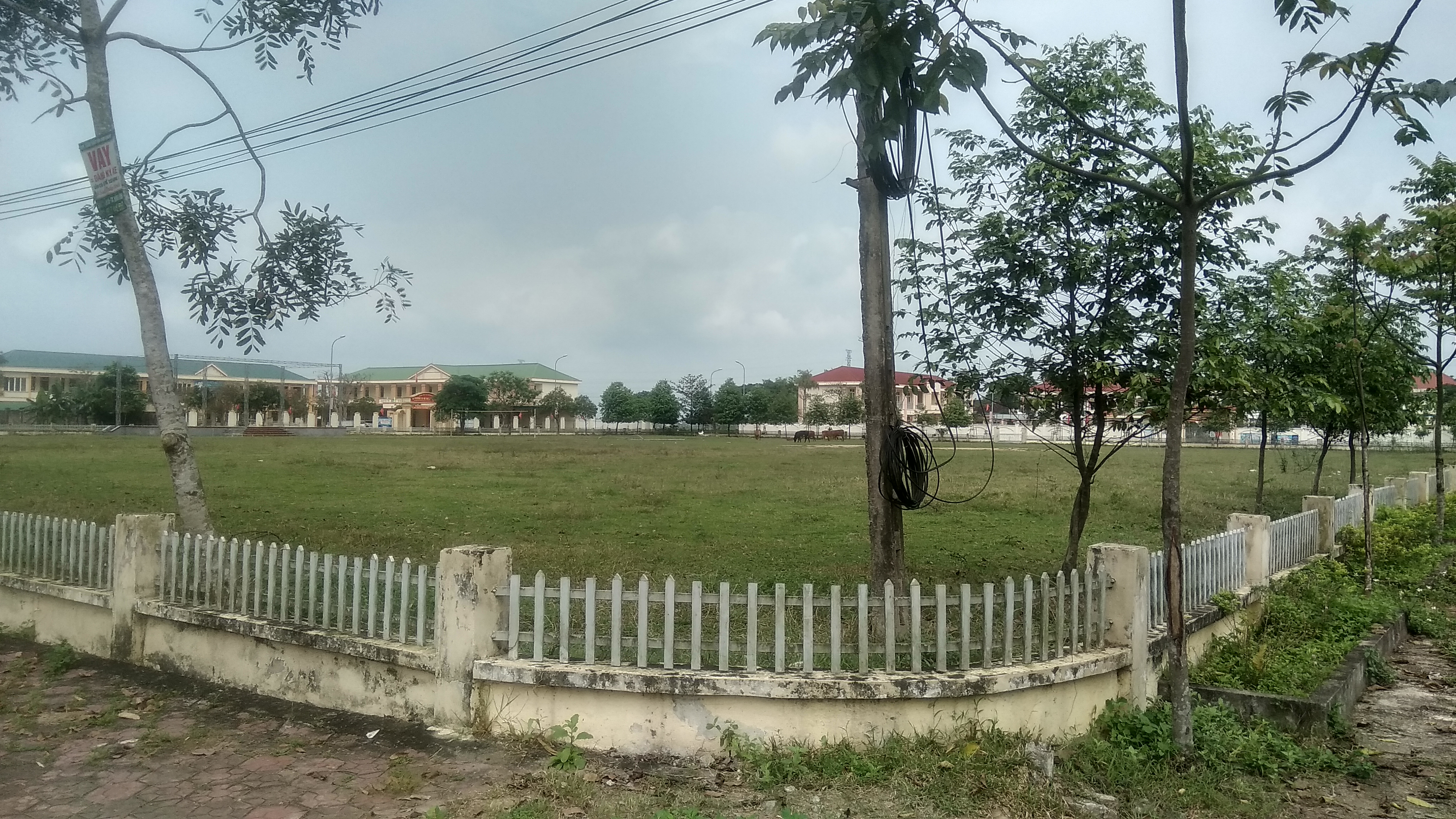
Sân vận động

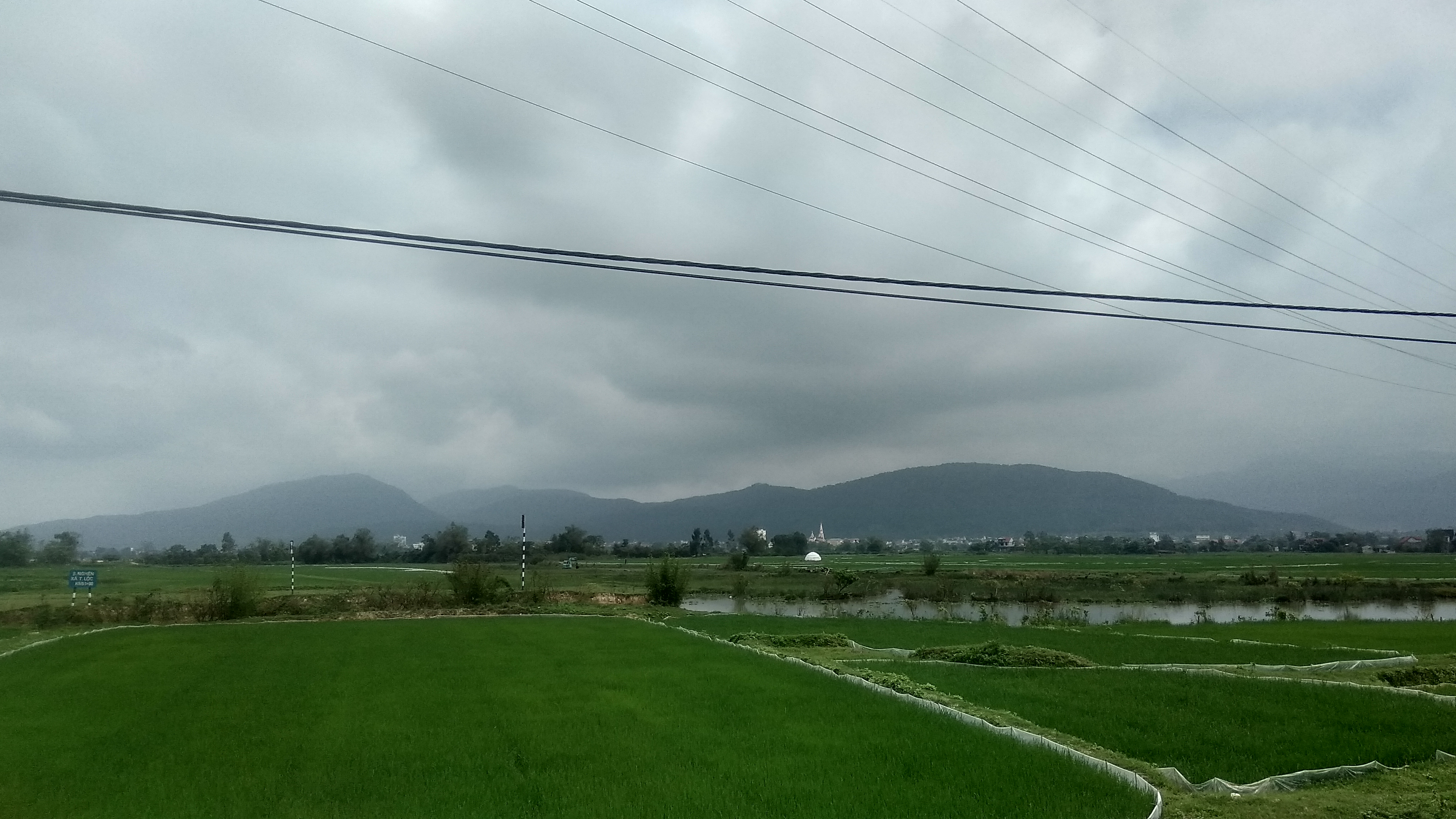
Dãy núi Hồng Lĩnh nhìn từ xa

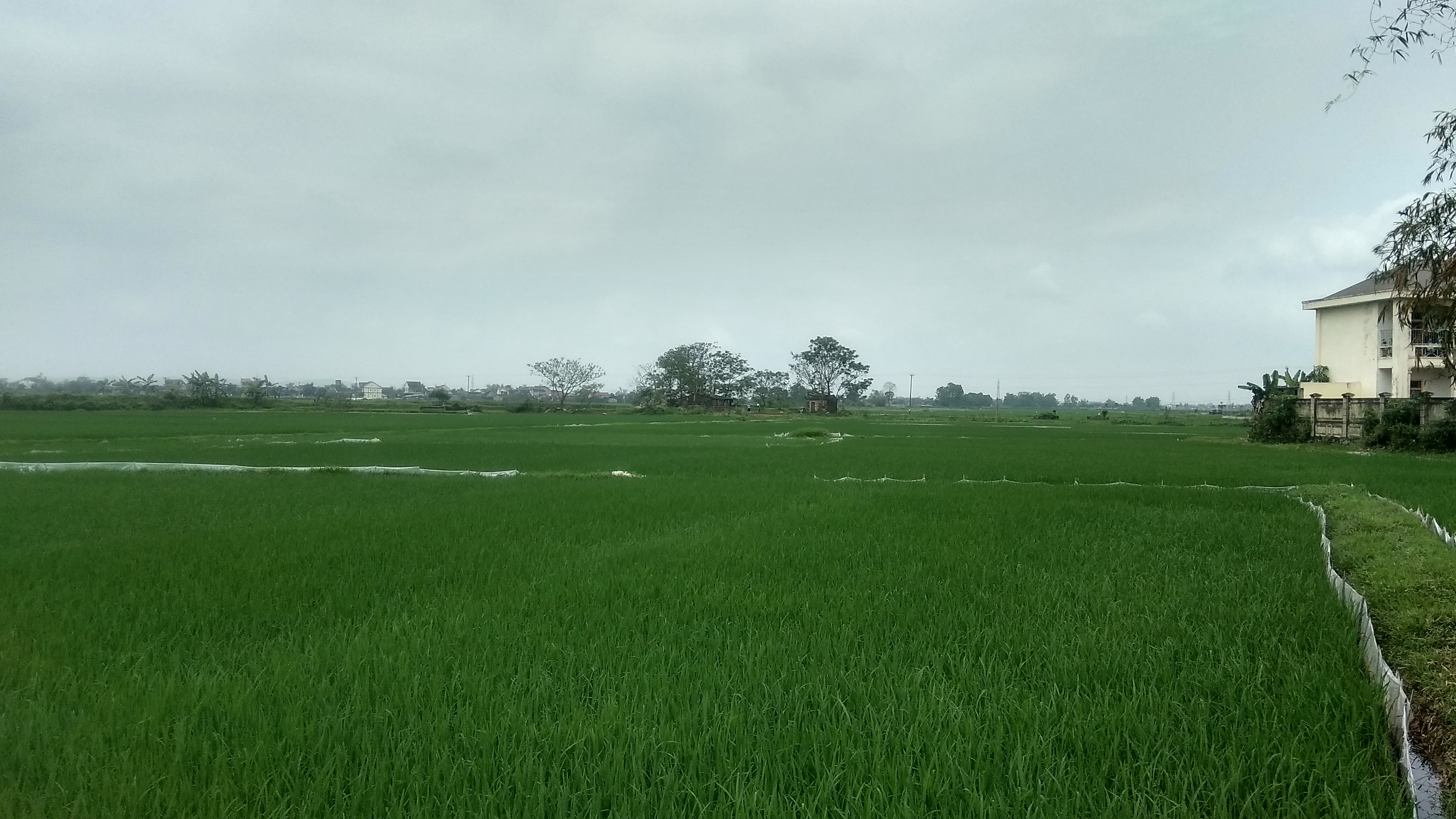
Ruộng lúa